# Jacobijnestraat
De Jacobijnestraat is een straat in de Noord-Hollandse stad Haarlem. De straat is gelegen in het stadsdeel Haarlem-Centrum, wijk Oude Stad en de buurt Binnenstad. De straat verbindt de Koningstraat met de Gedempte Oude Gracht. De straat loopt in oost-westelijke richting en ligt evenredig aan de Zijlstraat. De straat is vernoemd naar het voormalige Dominicanenklooster, ook wel het Jacobijnenklooster genoemd. In dit voormalige klooster is het stadhuis van Haarlem gevestigd.
Aan het begin van de straat grenst de straat aan het stadshuis. Iets westelijker opent de straat zich naar het het Prinsenhof. In de gebouwen rond dit gedeelte van de straat bevindt zich het Stedelijk Gymnasium Haarlem. Onder de vredestempel op het Prinsenhof zijn restanten van de Haarlemse Beek aangetroffen. Deze beek stroomde tussen de Jacobijnestraat en de Zijlstraat richting de Oude Groenmarkt en het Spaarne.
Bijna bij het einde van de straat bevindt zich op nummer 15 de Apostolische Kerk en even verderop verbindt de Nobletstraat deze straat met de Zijlstraat. Voor de demping van de Oude Gracht werd deze overspannen door de Jacobijnebrug en ging hierna over in de Drossestraat.